# Озерновський
Озерновський (рос. Озерновский) — селище (з 1948 по 2010 — селище міського типу) в Усть-Большерецькому районі Камчатського краю Російської Федерації.
Населення становить 1547 (2018) осіб. Входить до складу муніципального утворення Озерновське міське поселення.

## Історія
До 1 червня 2007 року у складі Камчатської області, відтак у складі Камчатського краю. Згідно із законом від 22 жовтня 2004 року органом місцевого самоврядування є Озерновське міське поселення.

## Населення
| 1959  | 1970  | 1979  | 1989  | 2002  | 2009  | 2010  |
| ----- | ----- | ----- | ----- | ----- | ----- | ----- |
| 5498  | ↘2888 | ↗3173 | ↗3606 | ↘2770 | ↘2487 | ↘1793 |
| 2012  | 2013  | 2014  | 2015  | 2016  | 2017  | 2018  |
| ↘1762 | ↘1708 | ↘1694 | ↗1775 | ↘1590 | ↘1537 | ↗1547 |